# ヴォイチェフ・レシェコ
ヴォイチェフ・レシェコ（ポーランド語: Wojciech Reszko 1956年10月30日 - ）は、ポーランドのシュチェチン出身の柔道選手。階級は95kg超級。身長192cm。体重123kg。

## 人物
1974年の世界ジュニア重量級では5位だったが、翌年のヨーロッパジュニアでは3位になった。1976年の世界ジュニアでは3位に入った。1978年の世界学生95kg超級では3位、無差別では2位だった。1980年のモスクワオリンピックでは7位になった。世界学生では95kg超級で3位、無差別では優勝した。1981年のヨーロッパ選手権無差別では優勝を飾った。世界選手権の95kg超級では7位だった。無差別では決勝まで進むものの、山下泰裕に送襟絞で敗れたが銀メダルを獲得した。1983年の世界選手権では7位だった。1984年のロサンゼルスオリンピックはポーランドがボイコットしたために出場できなかったが、その実質的な対抗大会として地元のワルシャワで開催されたフレンドシップ・ゲームズでは無差別で3位になった。

## 主な戦績
重量級での戦績
- 1974年 - 世界ジュニア　5位
- 1975年 - ヨーロッパジュニア　3位
- 1976年 - 世界ジュニア　3位

95kg超級での戦績
- 1978年 - 世界学生　95kg超級　3位　無差別　2位
- 1979年 - ドイツ国際　優勝
- 1980年 - ポーランド国際　優勝
- 1980年 - モスクワオリンピック　7位
- 1980年 - 世界学生　95kg超級　3位　無差別　優勝
- 1981年 - ハンガリー国際　優勝
- 1981年 - ヨーロッパ選手権　無差別　優勝
- 1981年 - 世界選手権　95kg超級　7位　無差別　2位
- 1983年 - 世界選手権　7位
- 1984年 - フレンドシップ・ゲームズ　無差別　3位